# György Csanády
György Csanády (23 de fevereiro de 1895 - 3 de maio de 1952) foi um poeta, jornalista e diretor de rádio húngaro de origem sícula. Ele é o autor de Székely himnusz.

## Biografia
Nascido em Székelyudvarhely (Odorheiu Secuiesc, então parte da Áustria-Hungria, hoje parte da Romênia), Csanády estudou na Escola Secundária Reformada de sua cidade natal, concluindo seu matura em 1913. Posteriormente, ele se formou na Academia de Comércio de Budapeste, no entanto, ele nunca seguiu uma carreira profissional, mas viveu para e da literatura.
Csanády lutou na Primeira Guerra Mundial de 1915 a 1918, quando foi ferido e recebeu alta. Após o colapso da Monarquia Austro-Húngara, Csanády se mudou com sua família para a Hungria, onde trabalhou como jornalista, editor e, mais tarde, diretor. Em 1920, ele foi um membro fundador da "Associação de Estudantes Universitários e Universitários de Székely" (Székely Egyetemi és Föiskolai Hallgatók Egyesülete), uma organização de autoajuda de jovens sículos que fugiram de casa na tempestade da guerra. Em 1921, Csanády escreveu a letra de Székely Himnusz, que foi musicada por Kálmán Mihalik no ano seguinte e foi adotado pelo Conselho Nacional Szekler como o hino da Terra de Székely em 2009.
Um devoto da literatura, Csanády editou Új Élet a partir de 1926, assim como começou em 1927 o Híd. Em 1928, ele se tornou um associado da Rádio Húngara, onde escreveu e mais tarde também dirigiu uma série de peças de rádio. Em 1940, ele foi nomeado chefe do departamento de cobertura do site, e de 1943 até 1948 ele trabalhou como Diretor Adjunto Chefe da Rádio Húngara. Seu drama, intitulado INRI, foi encenado no Teatro Nacional Húngaro em Budapeste em 1940.

## Morte e legado
Csanády morreu em 3 de maio de 1952 e foi enterrado no Cemitério Farkasréti, em Budapeste. Mais tarde, de acordo com seu testamento, suas cinzas foram colocadas no túmulo da família no Cemitério Reformado de Odorheiu Secuiesc. Uma placa memorial de Csanády pode ser encontrada na casa em que ele morou, até sua mudança para a Hungria. A obra de László Hunyadi foi revelada em 2004 pelo historiador da literatura Béla Pomogáts e pelo então prefeito de Odorheiu Secuiesc, Jenő Szász.

## Toques na rádio
- Csokonai
- Katona József
- Marconi
- Szombat este

## Publicações
- Az évek (poemas, 1922)
- Álmok (poemas, 1926)
- Ének (poemas, 1934)
- A májusi nagyáldozat (poemas, 1941)